# Тандер Роза
Мели́сса Серва́нтес (англ. Melissa Cervantes, род. 22 июля 1986, Тихуана, Нижняя Калифорния) — мексикано-американская женщина-рестлер и мастер смешанных единоборств, выступающая в All Elite Wrestling (AEW) по именем Та́ндер Ро́за (англ. Thunder Rosa, букв. Громороза). Она дебютировала в 2014 году, а также выступала на рингах World Wonder Ring Stardom, Impact Wrestling и National Wrestling Alliance (NWA). Является действующей чемпионкой мира среди женщин AEW.
Сервантес появлялась в 2-4 сезона рестлинг-сериала Lucha Underground в роли Кобры Мун, лидера племени рептилий; она выиграла титул чемпионов трио Lucha Underground вместе с Дагой и Джеремайей Снейком. После окончания шоу она возобновила выступления на независимой сцене, в 2018 году работала в Women of Wrestling (WOW) в роли Серпиенте, а в 2019 году выиграла титул чемпиона мира среди женщин NWA. Сервантес также основала и владеет Mission Pro Wrestling (MPW), независимым техасским промоушеном, посвященным женскому рестлингу.
Сервантес дебютировала в смешанных единоборствах в 2019 году на турнире Combate Americas.
Матч Тандер Розы с Бритт Бейкер на AEW Dynamite: St. Patrick’s Day Slam был признан матчем 2021 года по версии Pro Wrestling Illustrated.

## Карьера в рестлинге

### Женское Чемпионство AEW (2022)
6 марта на PPV AEW «Revolution» Громороза провела матч за Женское чемпионство AEW против Бритт Бейкер, но уступила. Уже на той же неделе на Dynamite Громороза победила Лейлу Хирш, снова став претенденткой на титул. Еще неделей позже, 16 марта, лишь через 10 дней после неудачи на Revolution на Dynamite она снова стала участницей матча за Женское чемпионство. Шоу проходило в городе Сан-Антонио, где Громороза проживала после иммиграции, шоу было тематическим, посвященным Дню Святого Патрика, а матчу было добавлено специальное условие — он прошел в клетке. Громороза одержала победу, выиграв первый титул в AEW.
После этого Громороза практически перестала появляться на шоу AEW, что вызвало критику зрителей и обозревателей в адрес руководства компании. Лишь спустя месяц на «Battle of the Belts II» Громороза вернулась на ринг и победила в титульном матче экс-Чемпионку Найлу Роуз. После более полутора месяцев без матчей Громороза получила матч на Double or Nothing (2022) против Серены Диб, и снова одержала победу. На Dynamite через полторы недели состоялась успешная защита титула от Марины Шафир, а на совместном шоу AEW и NJPW «Forbidden Door» — от Тони Шторм. С Тони Громороза затем объединилась для командных матчей и противостояния другим рестлершам шоу. 9 июля Громороза провела матч в Японии против Мию Ямаситы на шоу TJPW и проиграла - этот матч позже был залит на Youtube-канал AEW в веб-шоу Dark от 12 июля. После матча рестлерши договорились о титульном матче, и 27 июля на Dynamite Громороза взяла реванш у Ямаситы, защитив Чемпионство. На «Battle of the Belts III» Громороза защищала титул от британской рестлерши Джейми Хейтер, и смогла ее победить.
Чемпионство Громорозы получилось неудачным с различных точек зрения. Во-первых, владелец и главный букер AEW Тони Хан фактически игнорировал Громорозу в сюжетах, выделяя ей минимальное эфирное время, а иногда ее выступления прерывались музыкой, обозначая конец сегмента. Сама Громороза в ходе чемпионства часто демонстрировала слабый рестлинг, а в матче против Марины Шафир откровенно игнорировала попытки соперницы вести матч и проводить приемы, демонстрируя так называемый «сэндбэггинг», то есть не помогая ей во время проведения приемов, из-за чего они выглядели неподготовленными и сырыми. Также за время чемпионства Громорозе было запрещено без согласования выступать в других компаниях, а титул, которым она владела в промоушне Warrior Wrestling, ее вынудили сдать без боя. Чемпионкой на момент сдачи титула она была почти 7 месяцев.

## Карьера в смешанных единоборствах
13 сентября 2019 года было подтверждено, что Сервантес подписала контракт с Combate Americas. Ее первый бой состоялся 8 ноября в Сан-Антонио, Техас. Она проиграла единогласным решением судей Надин Мандиау. 10 октября 2021 года Сервантес объявила о своем официальном уходе из ММА, подписав контракт с All Elite Wrestling из-за отсутствия времени на тренировки. Несмотря на это в июне 2022 года в подкасте AEW Unrestricted рассказала, что не исключает вариант своего возвращения в MMA.

## Личная жизнь
Сервантес стала гражданкой США 21 февраля 2019 года.
Сервантес окончила Калифорнийский университет в Беркли в 2010 году со степенью бакалавра по социологии.
До рестлинга и в первые годы своей рестлерской карьеры Сервантес была профессиональным социальным работником, вела работу с молодыми людьми из группы риска, борющимися с психическими заболеваниями, бездомностью, наркоманией и другими жизненными проблемами. Когда она поняла, что третий сезон Lucha Underground принесет достаточно денег, чтобы превзойти ее доход как социального работника, муж Сервантес посоветовал ей сосредоточить 100 % своего времени и усилий на рестлинге.
Имя Сервантес Тандер Роза — это дань уважения «Тандер Роад», реабилитационному центру для подростков, в котором Сервантес работала более двух лет, что совпало с тренировочным и начальным этапами ее рестлерской карьеры. Это была совместная работа Сервантес, ее мужа и коллеги по «Тандер Роад», когда они ехали домой на машине после посещения рестлинг-шоу. Сервантес хотела, чтобы имя нравилось как латиноамериканцам, так и нелатиноамериканцам, чтобы оно было в честь ее работы с подростками и чтобы болельщикам было удобно скандировать его во время матчей.

## Титулы и достижения
- All Elite Wrestling
  - Чемпион мира AEW среди женщин (1 раз)
- Allied Independent Wrestling Federations
  - AIWF International Women’s Championship (1 раз)[25]
- Gold Rush Pro Wrestling
  - GRPW Lady Luck Championship (1 раз)[25]
- East Bay Pro Wrestling
  - EBPW Ladies Champion (1 раз)[25]
- Inspire Pro Wrestling
  - Inspire Pro Twin Dragon Connection Championship (3 раза) — с Черри Рамонсом (1), Рэйчеллом Роузом (1), Стивом О Рино (1)[25]
- Lucha Underground
  - Lucha Underground Trios Championship (1 раз) — с Дагой и Джеремайей Снейком[26]
- National Wrestling Alliance
  - NWA World Women’s Championship (1 раз)[27]
- Pro Wrestling Illustrated
  - № 5 в топ 150 рестлеров в рейтинге PWI Women’s 150 в 2021[28]
  - Матч года (2021) — против Бритт Бейкер в несанкционированном матче Lights Out на AEW Dynamite: St. Patrick’s Day Slam
- Shine Wrestling
  - Shine Tag Team Championship (1 раз) — с Холидед[29]
- SoCal Uncensored
  - Southern California Women’s Wrestler of the Year (2016)[30]
- Tokyo Joshi Pro Wrestling
  - International Princess Championship (1 раз)[31]
- Vendetta Pro Wrestling
  - NWA Western States Tag Team Championship (1 раз) — с Холидедом[25]
- Warrior Wrestling
  - WW Women’s Championship (1 раз)[32]